# Meissa
Meissa („das Leuchten“) ist die Bezeichnung für den zwischen Beteigeuze und Bellatrix gelegenen Doppelstern λ Orionis (Lambda Orionis) im Sternbild Orion. Der Riesenstern hat eine scheinbare Helligkeit von maximal +3,38 mag und gehört der Spektralklasse O8III an. Die Entfernung von Meissa beträgt ca. 1.100 Lichtjahre.
Meissa hat in einem Winkelabstand von 4,4" bei einem Positionswinkel von 43 Grad einen +5,61 mag hellen Begleiter vom Spektraltyp B0.5V, der in Fernrohren ab etwa 6 Zentimeter Objektivöffnung gesehen werden kann.
Meissa ist der hellste Stern im offenen Sternhaufen Collinder 69, der entsprechend auch als λ Orionis-Haufen bezeichnet wird. Der Stern ist auch unter dem historischen Eigennamen Heka (aus arabisch الهقعة, DMG al-haqʿa ‚weißer Fleck‘) bekannt.
Die IAU Working Group on Star Names (WGSN) hat am 20. Juli 2016 den Eigennamen Meissa als standardisierten Eigennamen für diesen Stern festgelegt.